# West Coast Rugby
West Coast es una selección provincial de Nueva Zelanda que representa a la West Coast Rugby Football Union de la ciudad de Greymouth en competencias domésticas de rugby.
Desde el año 2006 participa en el Heartland Championship.
En el Super Rugby es representado por el equipo de Crusaders.

## Historia
Desde el año 1976 hasta el 2005 participó en el National Provincial Championship la principal competencia entre clubes provinciales de Nueva Zelanda.
Desde el año 2006 ingresa al Heartland Championship.
Enfrentó a los British and Irish Lions en dos ocasiones perdiendo en ambas en 1950 y 1983.

## Palmarés

#### Heartland Championship
- Lochore Cup (1): 2023

## All Blacks
- Harry Atkinson
- Sam Bligh
- Henry Butland
- John Corbett
- Frank Freitas
- Mike Gilbert
- Ronald King
- Jack Steel